# Церемониймейстер Папского двора
Церемониймейстер Папского двора — церковно-литургическая должность при Папском дворе ведавшая церемониями и различными ритуалами и церемониями при дворе понтифика.

## История
Термин «церемониймейстер» появился в  XIV веке  в Римско-католической церкви для обозначения официального распорядителя при Папском Дворе (церемониймейстера). Первые зафиксированные в источниках имена церемониймейстеров восходят к XV веку, хотя, по некоторым данным, сама должность (с иным названием) появилась еще в IV веке, когда император Константин I Великий предоставил Папам дворец под официальную резиденцию. Церемониймейстер и сегодня ведёт все обряды и праздники, в том числе Рождество и Пасху, с участием Папы Римского (Папство). Он несёт ответственность за физическую безопасность понтифика и верующих в месте поклонения во время литургии.

## Известные папские церемониймейстеры
- Иоганн Буркард.

## Разное
Церемониймейстеры были и при дворах мировых монархов — в Британской империи, во Франции, Японии и в Российской империи.